# Blech & Brass Banda
Die Blech & Brass Banda ist eine böhmische Blaskapelle aus dem österreichischen Burgenland.

## Geschichte
Die Blech & Brass Banda wurde 1999 von Ludwig Zwickl und Christian Hoffmann (Horn) gegründet.
Damals haben sich 13 passionierte Musiker aus dem Bezirk Neusiedl am See (Burgenland) entschlossen, eine böhmische Blaskapelle zu gründen.
Im Jahr 2002 wurde die Kapelle Europameister der böhmisch-mährischen Blasmusik.
Seit 2007 hat Radek Ruzicka (Tenorhorn) die musikalische Leitung der Blech & Brass Banda inne. Das Management sowie die Gesamtorganisation erledigt Jakob Welser.
Im Februar 2009 erfolgte die Umbenennung der Kapelle in Die Burgenländer, wobei die neue Namensgebung nun ihr Heimatgefühl zum Ausdruck bringen soll. Hierbei steht die Abkürzung „BBB“ für „Burgenländer bringen Blasmusik“.

## Diskografie
- 2002: Mährische Freunde
- 2003: Blechschaden
- 2005: Lauschangriff
- 2006: Am See (Tyrolis)
- 2007: Volltreffer (Koch Universal)
- 2008: Nicht nur für uns (Koch Universal)
- 2009: Die Burgenländer (Bogner Records)

## Auszeichnungen
- 2001: Vize-Europameister der böhmisch-mährischen Blasmusik in der Profistufe in Holland
- 2002: Europameister der böhmisch-mährischen Blasmusik in der Profistufe in Schladming, Österreich